# Targeta (esport)

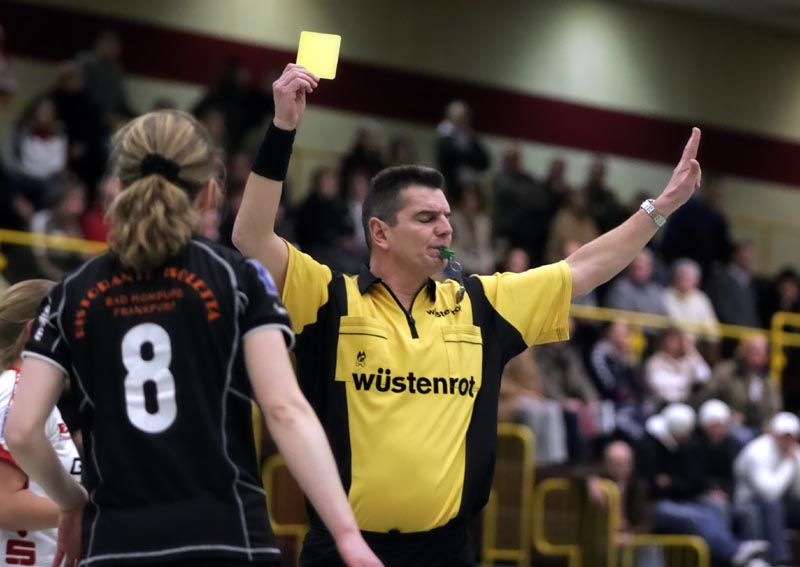
Targeta groga mostrada en un partit d'handbol.

Una targeta de penalització, normalment coneguda simplement com a targeta o cartó, s'utilitza en molts esports com a mitjà d'advertència, repressió o càstig d'un jugador, entrenador o membre d'un equip. Les targetes són comunament utilitzades pels àrbitres per a indicar que un jugador ha comès una falta. L'àrbitre tindrà la targeta per sobre del seu cap mirant o apuntant cap al jugador que ha comès la infracció. La color o la forma, o totes dues coses alhora, de la targeta utilitzada per l'àrbitre indica el tipus o la gravetat de la infracció i el grau de càstig que s'ha d'aplicar.

## Història i origen
La idea d'utilitzar targetes de colors com a idioma neutre per a comunicar les intencions d'un àrbitre de futbol va venir d'un àrbitre britànic, Ken Aston. Aston havia estat nomenat pel Comitè d'Àrbitres de la FIFA i va ser responsable de tots els àrbitres en la Copa del món de futbol de 1966. En els quarts de final, Anglaterra es va enfrontar amb l'Argentina a l'Estadi de Wembley. Després del partit, la premsa va declarar que l'àrbitre Rudolf Kreitlein havia amonestat en Bobby i en Jack Charlton. L'àrbitre no havia pres una decisió clara en el joc, i el mànager anglès, Alf Ramsey va demanar a la FIFA un aclariment posterior al partit. Aquest incident va fer que Aston pensés en maneres de prendre decisions d'arbitratge més clares pels jugadors i els espectadors. Aston va realitzar un codi de colors, basat en el mateix que s'utilitza en els semàfors (groc - precaució, vermell – aturar-se), que travessen les barreres de la llengua i aclareixen si un jugador ha estat amonestat o expulsat. Com a resultat, la targeta groga es va usar per a indicar amonestació i la targeta vermella per a l'expulsió, i es van utilitzar per la primera vegada a la Copa del món de futbol de 1970 a Mèxic. L'ús de targetes ha estat adoptat i expandit per diverses disciplines esportives, amb cada esport adaptant-les a les idees específiques de regles o lleis.

## Targetes comunament emprades

### Targeta groga

La targeta groga és usada per diversos esports. Indica amonestació o expulsió temporal.

Una targeta groga és usada per molts esports amb diferents codis. El seu significat és diferent entre els esports, però el més comú indica una advertència donada a un jugador pel que fa a la seva conducta, o indica una suspensió temporal. Els exemples inclouen:
- Futbol: Una targeta groga és mostrada per l'àrbitre per a indicar que un jugador ha estat oficialment amonestat.[2] Un jugador que ha estat amonestat pot seguir jugant, però, un jugador que rep una segona amonestació en un partit és expulsat (amonestat amb targeta groga un cop més, i després una targeta vermella (vegeu més avall), cosa que significa que ha d'abandonar el camp immediatament i no participa més en el joc. El jugador no podrà ser substituït per un suplent. En la llei 12 de les regles de joc (que són fixades per l'International Football Association Board i utilitzades per la FIFA) s'enumeren els tipus d'ofenses i faltes de conducta que poden resultar en una amonestació. També afirma que "sols un jugador, substitut o jugador substituït" pot ser amonestat. Les set raons d'amonestació són:
- # Conducta antiesportiva
- # Desidència per paraula o acció
- # Violació contínua de les lleis del joc
- # Retardar la represa del joc
- # Manca de respecte a la distància requerida d'un xut de córner o un tir lliure
- # Entrar o tornar a entrar al terreny de joc sense el permís de l'àrbitre
- # Sortir deliberadament del terreny de joc sense el permís de l'àrbitre

En la major part dels campionats nacionals, l'acumulació d'un cert nombre de targetes grogues en diversos partits resulta la desqualificació del jugador infractor per un nombre determinat de partits, el nombre exacte de targetes i variants de partits per jurisdicció.

### Targeta vermella

Una targeta vermella és usada en diversos esports. Indica una ofensa seriosa i pot significar que un jugador ha estat expulsat del joc.

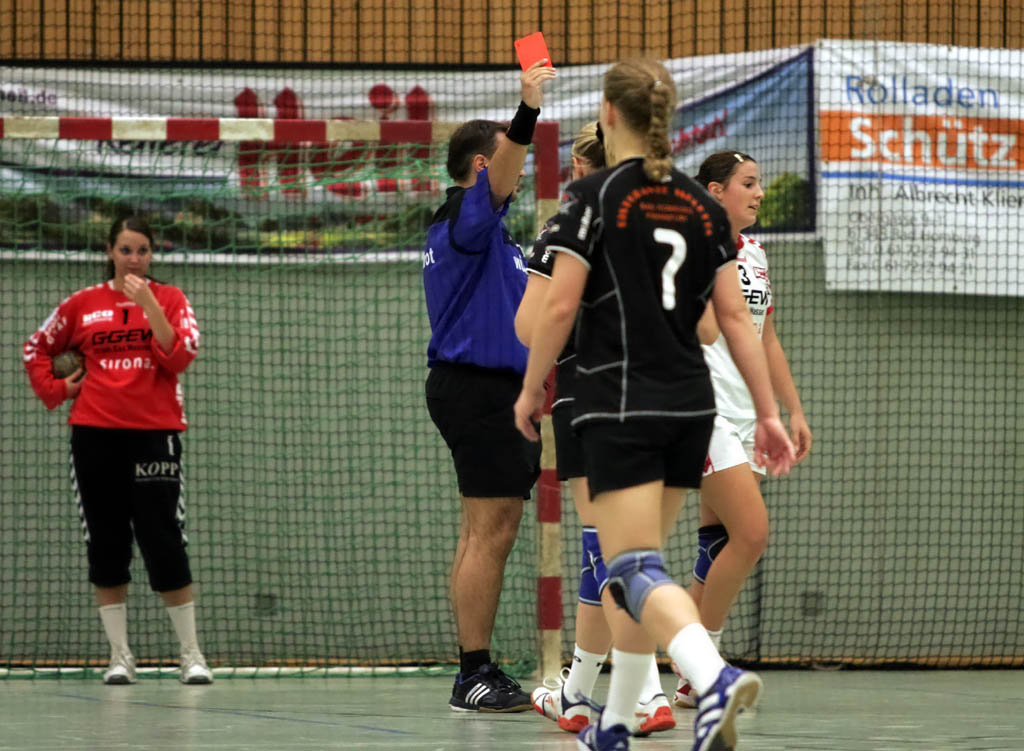
Una targeta vermella mostrada en un partit d'handbol.

Una targeta vermella s'utilitza en diverses disciplines esportives. El seu significat és diferent entre els esports, però el més comú indica una falta greu i sovint fa que un jugador quedi permanent suspès del joc (o sigui "expulsat" del joc). Els exemples inclouen:
- Futbol: una targeta vermella mostrada per l'àrbitre indica que un jugador ha estat expulsat. Un jugador que ha estat expulsat és obligat a abandonar el terreny de joc immediatament i no participa més en el partit. El jugador que ha estat expulsat no pot ser reemplaçat durant el partit, el seu equip ha de continuar el partit amb un jugador menys. Només els jugadors, suplents i jugadors substituïts poden rebre una targeta vermella. En la llei 12 de les regles de joc s'enumeren les categories de mala conducta per les quals pot ser expulsat un jugador. Aquestes són:
- # Joc brusc (falta violenta)
- # Conducta violenta (qualsevol altre acte de violència)
- # Escopir a algú
- # Cometre una falta que impedeixi a un adversari de tenir una ocasió de gol
- # Utilitzar llenguatge ofensiu, insultant o abusiu, o gestos
- # Rebre una segona amonestació (targeta groga) en un partit
- # Utilitzar la mà en una àrea

En la major part dels campionats nacionals, una targeta vermella directa (és a dir, no rebuda a conseqüència de dues grogues successives) dona lloc a la desqualificació del jugador infractor per un nombre determinat de partits, el nombre exacte dels quals varia segons la infracció comesa per jurisdicció.